# Panina
Panina è una sottotribù di ominidi alla quale appartiene unicamente il genere Pan, rappresentato da due specie: lo scimpanzé comune e il bonobo.
Fino agli anni '20 del XX secolo era rappresentato solo lo scimpanzé. Nel 1933 il bonobo fu riconosciuto come specie differente, attualmente considerata divergente dallo scimpanzé a partire da circa un milione di anni fa. Nel linguaggio comune si fa riferimento ad entrambe le specie con il termine generico di "scimpanzé".

## Tassonomia
Genere, specie e sottospecie: 
- Pan
  - Pan troglodytes - scimpanzé comune
    - Pan troglodytes troglodytes
    - Pan troglodytes verus
    - Pan troglodytes vellerosus
    - Pan troglodytes schweinfurthii

  - Pan paniscus – bonobo (un tempo detto scimpanzé nano)

I reperti fossili di altre specie, come per tutte le scimmie antropomorfe, sono rari o assenti.

## Homo o Pan

L'albero evolutivo maggiormente condiviso dalla scienza antropologica, mostrante la parentela filogenetica tra ominini e panini.

Alcuni biologi, tra cui Jared Diamond (vedi, ad esempio, Il terzo scimpanzé. Ascesa e caduta del primate Homo sapiens) hanno avanzato l'idea che la distinzione tra i generi Homo e Pan sia del tutto arbitraria e artificiosa, proponendo la riclassificazione dello scimpanzé comune come Homo troglodytes e del bonobo come Homo paniscus, di conseguenza eliminando le corrispondenti sottotribù (e riclassificando tutti i generi afferenti ad esse). Homo troglodytes Linnaeus, 1758 era peraltro la primigenia classificazione linneiana dello scimpanzé, ascritta a diverso genere solo nelle edizioni successive del Systema Naturae.